# Mer (España)
Mer es una aldea española situada en la parroquia de Proendos, del municipio de Sober, en la provincia de Lugo, Galicia.

## Demografía
| Gráfica de evolución demográfica de Mer entre 2000 y 2021 |
|                                                           |
| Datos según el nomenclátor publicado por el INE.          |